# 小倉ゆうか
小倉 ゆうか（おぐら ゆうか、1998年〈平成10年〉9月5日 - ）は日本のタレント、女優、グラビアアイドル。本名および旧芸名は小倉優香（おぐら ゆうか）。

## 経歴
ファッション雑誌『Seventeen』の専属モデルを選出するオーディション「ミスセブンティーン2013」でファイナリストに選出され、数社のスカウトから（水原希子がエイジアクロスの所属であることをきっかけに）芸能事務所エイジアプロモーションに所属し芸能活動を開始。東京ガールズコレクションにモデルとして出演。テレビドラマや舞台芝居で女優活動も始めた他、高校一年生時にテレビ東京の『紺野、今から踊るってよ』に出演する。
グラビア活動も精力的に務め、2017年7月8日付けオリコン「上半期グラビアシーン総括」では新グラビアクイーンの筆頭に挙げられる。初写真集『ぐらでーしょん』を2018年5月22日に発売した際にはAmazonのタレント写真集ランキングで初登場1位となった。
女性ファッション誌『with』2019年7月号からレギュラーモデルを務める。
「告知をのぞき週刊誌や漫画誌で水着グラビアを披露することを終わりにする」と述べる（2019年7月12日、Twitterにて）。「必要があれば水着仕事も引き受け、体を露出することが嫌になったわけではない」とラジオで説明し、作品によってはヌードも受けると答える。
MBSラジオ『アッパレやってまーす!』に水曜日レギュラーとして出演時の2020年7月29日、生放送中に突然番組降板を直訴。8月5日の放送は「冷却期間を置くため」として収録に参加しなかった。8月12日（生放送）、19日も欠席したが、8月26日にMBS社長が書面による定例会見で降板を報告、後任は置かないことも併せて発表された。
所属事務所のエイジアプロモーションを既に退所していることが2021年3月25日に報道された。退所後はSNSも更新していなかったが、4月13日にTwitterを更新し、事務所を退所したことと芸名を「小倉ゆうか」（名前をひらがな表記）に変更したことを明らかにした。「活動名をひらがなにすることは長年希望していたことの1つでした」とコメントしている。4月15日にインスタグラムの生配信で、ラジオ番組の発言について謝罪と反省を述べ、質問が多く寄せられたAV出演の可能性を否定し、グラビアの水着姿は永久封印したことを明かした。
退所後の消息は不明だったが、2022年7月にSNSでシンガポールに渡航していることを明らかにした。8月に都内の飲食店で見掛けられたことを女性誌が報道した。小倉は日本へ帰国していることを9月に明かした。（※詳細は後述「人物・エピソード」の項）
2025年3月配信のABEMA『愛のハイエナ』で国内仕事復帰。7月7日発売の『週刊ヤングマガジン』（講談社）32号で、約5年ぶりのグラビアに登場。

## 人物・エピソード
- 小学生から中学生にかけて所属した千葉県内の競技チアダンスチームが所属中の2010年に「チアダンスUSA大会ソング・リーディング部門」で優勝した経験を持つ[注 2][33]。その経験を踏まえオーディションに参加し受かることを切望したテレビドラマ『チア☆ダン』（2018年放送）で主人公のライバルチーム「JETS」のセンター役を演じられることになり、出演を涙し喜んだ[33]。
- ダンスは得意だが運動は苦手で、筋力トレーニングを趣味としている[34]。
- 焼肉、パクチー、作家の江國香織、映画『アレックス』、ブリトニー・スピアーズ、尾崎豊、KinKi Kidsの「愛のかたまり」[注 3]、などを好む[34]。
- 満島ひかりを目標としている[34]。
- 読書好きを公言している。人からすすめられて電子書籍で購入することが多い[35]。
- 交際を報道されていた朝倉未来とは2020年末に破局していたことを、一部のスポーツ紙が2021年3月に報道した[36]。
- シンガポール移住報道に際し2022年9月インタビューに応え、そもそもの経緯は「台湾でお仕事があったときに中国語を勉強して楽しいなと思ったのが興味を持ち始めたきっかけ」「ハッキリと自分の意見を言うことがかっこいいとされる中国の文化が好きになった」こと、そして中国語を学びに渡航する予定がコロナ禍の影響で「8割の方が中国語を話されるシンガポールに行くことに決めました。移住ではないので、今は帰国しています」との事[37]。

## メディア出演

### テレビドラマ
- 学校のカイダン（2015年1月10日 - 3月14日、日本テレビ） - 元プラチナ 役
- 先に生まれただけの僕（2017年10月14日 - 12月16日、日本テレビ） - 小田直美 役
- フリンジマン〜愛人の作り方教えます〜（2017年10月8日 - 12月25日、テレビ東京） - 綿貫リサ 役[38]
- 刑事ゆがみ 第1話（2017年10月12日、フジテレビ） - 押田マイ 役[39]
- 警視庁岡部班（2017年11月27日、TBS） - 銀行員 役
- 咲-Saki-阿知賀編 episode of side-A 第4局（2017年12月25日、MBS） - 清水谷竜華 役[40]
  - 咲-Saki-阿知賀編 episode of side-A 特別編（2018年1月8日）
- 人狼ゲーム ロストエデン（2018年1月 - 3月、tvk） - 向亜利沙 役[41]
- やれたかも委員会 エピソード1 「山なみ編」（2018年4月30日、MBS）[42]
- チア☆ダン（2018年7月13日 - 9月14日、TBS） - 花房月子 役[33]
- 恋のツキ 第2話・第6話（2018年8月3日・31日、テレビ東京） - 三村彩 役[43]
- GIVER 復讐の贈与者 第8話（2018年9月1日、テレビ東京） - アリサ 役[44]
- 執事 西園寺の名推理2（2019年、テレビ東京） ‐ 滝口まりな 役
- 都立水商!〜令和（2019年5月 - 6月、毎日放送・TBS） - 草野菜月 役
- 癒されたい男 第7話（2019年5月15日、テレビ東京） - 高嶺花子 役
- 全身刑事 （2020年2月2日、テレビ朝日） - 甲斐節子 役

### バラエティ
- 佳代子の部屋〜真夜中のゲームパーティー〜（2017年7月14日 - 2018年3月23日、フジテレビ） - 宣伝部員[45]

### テレビアニメ
- パズドラ（2020年4月4日 - 8月、テレビ東京）[46]

### 映画
- すんドめNew（2017年4月22日） - クラスメイト 役[47]
- すんドめNew2（2017年4月24日） - クラスメイト 役[48]
- 劇場版ほんとうにあった怖い話2017 「隣の男」（2017年9月16日） - 主演[49]
- 咲-Saki-阿知賀編 episode of side-A（2018年1月20日） - 清水谷竜華 役[40]
- 人狼ゲーム インフェルノ（2018年4月7日） - 向亜利沙 役[41]
- いつも月夜に米の飯（2018年9月8日）[50]
- 猫カフェ（2018年12月1日） - 津田沙世 役
- レッド・ブレイド（2018年12月15日） - 主演・マコ 役[51]
- 闇金クイーン（2019年12月28日）-主演・佐伯優奈 役
- ぐらんぶる（2020年8月7日） - 浜岡梓 役[52]

### 配信ドラマ
- ヒトコワ（2018年7月27日 - 、ひかりTV・dTVチャンネル） - 白石麻里絵 役
- 銀魂2 –世にも奇妙な銀魂ちゃん– 第3話「いくつになっても歯医者はイヤ篇」（2018年、dTV）
- あの子が生まれる……（2020年7月18日 - 9月19日、FOD） - 謎の女・英子 役[53]

### CM
- エディオン 「母娘と夫妻篇」
- ほっともっと
- ニベア花王 「ニベアクリーム」
- TOYOTAクラウン 「COOL or HOT？篇」
- アクエリアス 「JUMP・夏篇」
- 安川電機 「ReWalk」
- ベネッセコーポレーション 「進研ゼミ＋」
- 花王 「エッセンシャル」
- ORDINAL STRATA -オーディナル ストラータ- 「ヨガスタジオ篇」（2018年2月6日）[54]
- ジェームス 「小倉優香が初体験!ジェームス買い体験!」（2018年2月）[55]
- リクルート スーモ 「スーモとDA PUMP 歌番組」篇（2019年1月 - ）[56]
- ニベア花王 「8×4」
- ボディメーカー「BODYMAKER」イメージキャラクター（2020年5月 - ）[57]

### ラジオ
- アッパレやってまーす!（2019年5月8日 - 2020年7月29日、MBSラジオ）※水曜レギュラー[58]

### ミュージック・ビデオ
- C&K「Y」（2017年）

### インターネット
- 千葉県船橋市 動画で見る船橋市『船橋市役所 特案係』 - 第8話より[59]
- 極楽とんぼKAKERUTV（2018年11月15日、AbemaTV）[60]
- チャンスの時間（2019年、AbemaTV）2019年準レギュラー

### 舞台
- 口無し-バカデカ2（2015年4月）
- ギャル卒!!（2017年8月3日 - 6日、恵比寿・エコー劇場） - 主演・鳳舞 役[61]
- TOKYO GIRLS COLLECTION Super Live -MATSURI-（2018年9月15日・16日、大阪・新歌舞伎座） - 優香/美しき人形（花人形） 役[62]
- 呪いの49日〜表と裏〜（2018年12月19日・21日・23日、テルプシコール） - 主演・高橋まどか 役[63]
- 呪いの万華鏡〜図地反転〜（2018年12月22日・24日、劇場HOPE） - 主演・高橋まどか 役[63]

### イベント
- 東京ガールズコレクション
  - 東京ガールズコレクション 2013 AUTUMN/WINTER（2013年8月31日、さいたまスーパーアリーナ）[3]
  - 東京ガールズコレクション 2018 AUTUMN/WINTER（2018年9月1日、さいたまスーパーアリーナ）[64]
- 関西コレクション 2018 SPRING＆SUMMER（2018年3月21日、京セラドーム大阪）[65]
- リリー・フランキーpresentsザンジバルナイト2019（2019年3月2日、中野サンプラザ）[66]

### カバーモデル
- No.1MIX[注 4]（2018年10月10日） - CDジャケットJAN 4562368540308

### グラビアモデル
- 2017年4月『週刊ヤングマガジン』第21号 - 新人が表紙と巻頭を飾るのは約2年ぶりの快挙[67][6]
- 2017年『週刊ヤングマガジン』第29号の表紙[68]
- 2017年6月『FLASHスペシャル』表紙[69]
- 2017年7月『週刊プレイボーイ』29号の表紙[70]

### その他
- 西武園ゆうえんち「プールガール 2017」に選出され、掲示ポスターやウェブコマーシャルなどでキャンペーンガールを務める[71]。（2017年7月5日 - ）
- 埼玉県警 所沢警察署「新春交通安全フォーラム2018 IN 所沢」（2018年1月27日、所沢中央公民館）[72]
- ラーメンチェーン店「らあめん花月嵐」宣伝モデル[73]。（2018年7月 - ）

## 書籍

### 写真集
- ぐらでーしょん（2018年5月22日、講談社、撮影：Takeo Dec.）ISBN 978-4-06-512147-4[74][75]
- じゃじゃうま（2019年7月24日、集英社、撮影：熊谷貫）ISBN 978-4-08-780872-8[76]

### カレンダー
- 小倉優香カレンダーブック2019（2018年10月10日、光文社）ISBN 978-4-334-87139-0[77]